# NGC 556
NGC 556 è una galassia lenticolare molto vasta, di forma allungata e situata nella costellazione della Balena a una distanza di circa 456 milioni di anni luce dalla nostra Via Lattea.

## Scoperta
NGC 556 è stata scoperta nel 1886 dall'astronomo statunitense Frank Muller.